# Ewa Demarczyk
Ewa Maria Demarczyk, född 16 januari 1941 i Kraków, Polen, död 14 augusti 2020 i Kraków, var en polsk sångerska som huvudsakligen verkade inom sjungen poesi, där hon tolkade poeter såsom Julian Tuwim och Krzysztof Kamil Baczyński. Demarczyk var utbildad både i dramatik och på musikkonservatorium, och hennes musik förenar det dramatiska med det musikaliska. Demarczyks första skiva, ett samarbete med kompositören Zygmunt Konieczny, kom ut 1967.